# هيرويوشي ماتسوي
هيرويوشي ماتسوي هو مجدف ياباني، ولد في 26 نوفمبر 1966.

## وصلات خارجية
- هيرويوشي ماتسوي على موقع الاتحاد الدولي للتجديف (الإنجليزية)
- هيرويوشي ماتسوي على موقع اللجنة الأولمبية الدولية (الإنجليزية)
- هيرويوشي ماتسوي على موقع أوليمبيديا (الإنجليزية)